# 國際象棋排局家
國際象棋排局家（Chess composer），是指創作、研究國際象棋棋謎的人，其中不少是國際象棋大師級的棋手。